# 金龙低库
金龙低库是中国广东省肇庆市高要市境内的一座水库，位于西江上，建于1958年。水库正常库容为1261万立方米，平均水深为6.37米，集雨面积为5平方千米，海拔为25米。